# João do Couto Silva

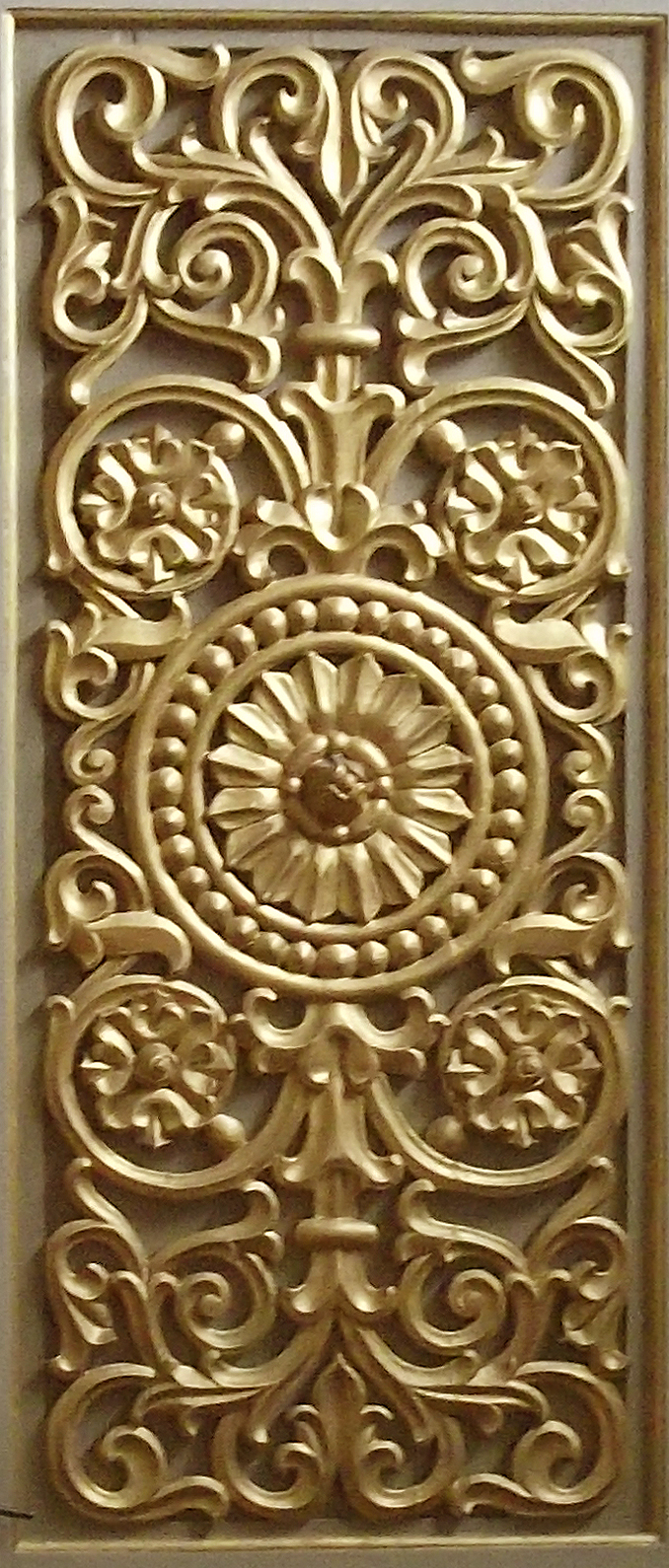
Detalhe da talha de uma porta da Igreja da Conceição

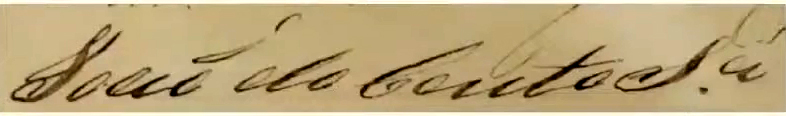
Assinatura do artista

João do Couto Silva ou Couto e Silva (Matosinhos, 1824 — Porto Alegre, 4 de outubro de 1883) foi um carpinteiro, entalhador e mestre construtor português naturalizado brasileiro, ativo em Porto Alegre, no Brasil. Foi um dos mais importantes artistas da cidade na segunda metade do século XIX, deixou valiosa talha dourada nas três mais antigas igrejas que ainda sobrevivem e colaborou na construção de duas delas, além de decorar muitas residências.

## Biografia
Nasceu em 1824 na freguesia de Nossa Senhora da Boa Hora em Matosinhos, filho do carpinteiro Joaquim do Couto e Maria do Carmo da Silva. Foi iniciado no trabalho com a madeira pelo pai dentro do sistema das corporações de ofícios e em 18 de agosto de 1842 obteve um passaporte para mudar-se para o Brasil. Chegou ao Rio de Janeiro com dois irmãos. Um se radicou em Minas Gerais, e outro na cidade de Rio Grande, no Rio Grande do Sul. O artista permaneceu no Rio de Janeiro por algum tempo. Em 1845 se dirigiu a Porto Alegre, onde passou a trabalhar como carpinteiro, entalhador e mestre de obras. Seu pai deve ser o carpinteiro português Joaquim do Couto que chegou a Porto Alegre em 1847 junto com um grupo de operários para trabalhar na construção do Colégio Santa Teresa.
As razões que o levaram a se mudar para o Rio Grande do Sul não são claras. O estado não tinha uma tradição de talha e ainda estava convulsionado pela Revolução Farroupilha, mas o mercado de trabalho no Rio não estava favorável para entalhadores naquela época, os ofícios artesanais estavam em acentuado declínio na década de 1840, as corporações estavam em processo de dissolução, os salários dos profissionais eram baixos, as encomendas eram poucas, e ele pode ter sido atraído pelo irmão que se estabeleceu em Rio Grande.
Seja como for, Couto Silva integrou-se rapidamente na comunidade local. Pouco tempo depois de chegar já fazia parte da prestigiada Irmandade de Nossa Senhora da Conceição, ingressando em 31 de maio de 1846 possivelmente por intermédio do carpinteiro e entalhador português Manoel de Castro Loureiro, que se tornaria um amigo e parceiro de trabalho. Na época as principais irmandades davam a seus membros um alto status social, e eram círculos importantes para estabelecer contatos de trabalho e obter outras vantagens.

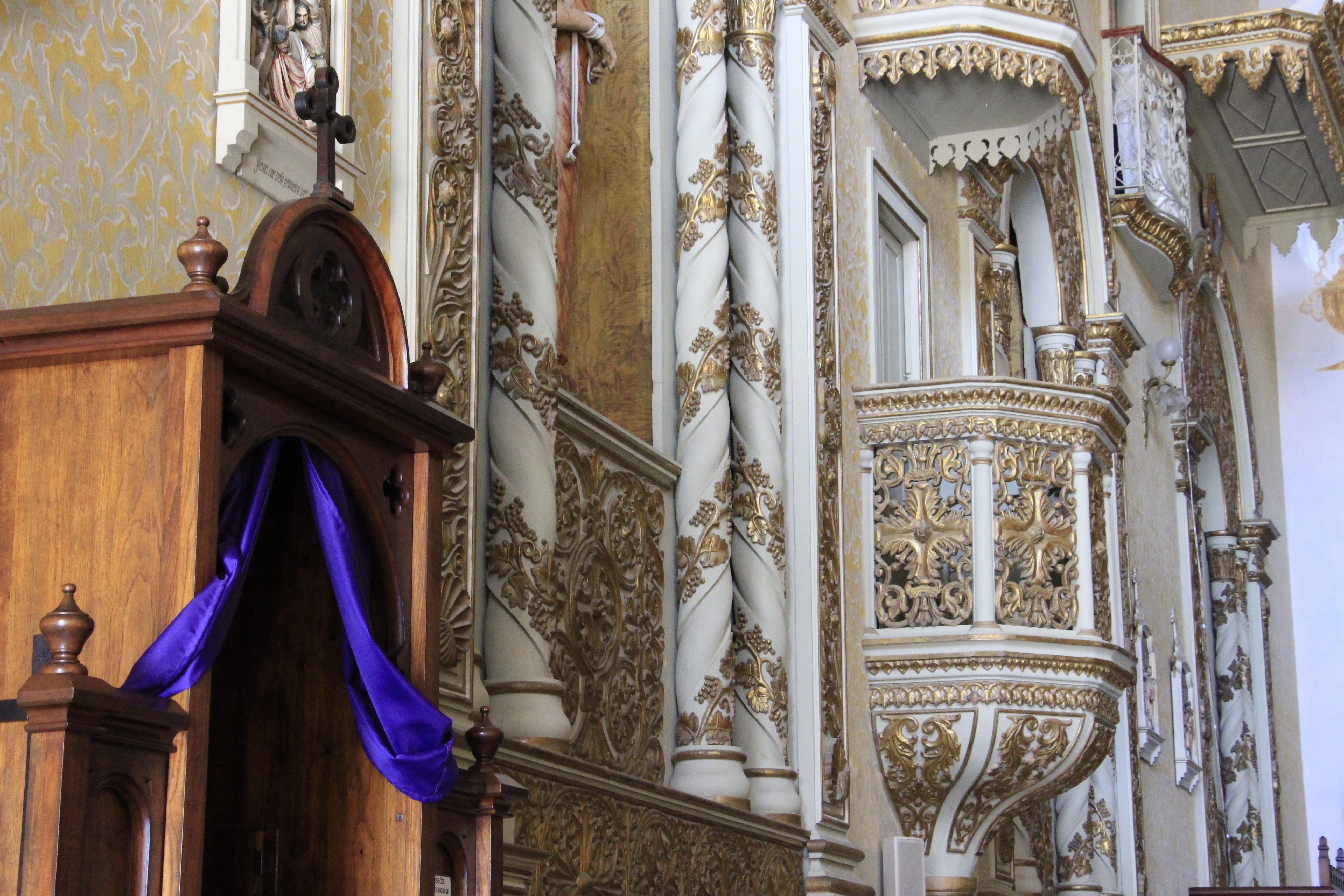
Detalhe da talha na Igreja das Dores

Em 1 de outubro de 1847 Couto Silva justificou legalmente seu estado de solteiro para poder casar-se com Maria Batista da Conceição, filha de pai lisboeta e mãe brasileira de Viamão. O casamento foi celebrado na Igreja Matriz. O casal passou a dividir um sobrado no Beco do Barbosa junto com Manoel de Castro e sua esposa, que haviam casado no mesmo ano. Ambos foram os construtores da primeira capela do cemitério da Santa Casa de Misericórdia, inaugurada em 1850. Em 1858 associou-se à Beneficência Portuguesa, uma sociedade hospitalar e de mútuo socorro, e em 1859 foi admitido na igualmente prestigiada Irmandade da Santa Casa. Na década de 1860 passou a fazer parte da diretoria da Irmandade da Conceição. Diz Aquiles Porto Alegre que o artista...
"Era alto, magro, moreno e pouca barba. Conheci-o no pleno viço dos anos, quando ele administrava as obras da capela Nossa Senhora da Conceição. [...] Anos depois, já enraizado no solo, constituiu família e naturalizou-se brasileiro, essa resolução tomou depois que ouviu a palavra vibrante de Gaspar Martins, por ocasião de sua retirada no Ministério (em 1879). [...] Desde esse dia, filiou-se, de corpo e alma, ao Partido Liberal. [...] Às vezes, ele tinha saudades da terra à beira-mar, em que abrira os olhos à luz da vida, daquela praia de banhos, tão animada e risonha, onde passava sua infância descuidosa".
Depois de executar obras importantes na Igreja das Dores, na Igreja da Conceição, na capela da Santa Casa e na sede da Beneficência Portuguesa, faleceu em Porto Alegre em 4 de outubro de 1883 vitimado por um câncer no estômago. Sua missa de sétimo dia foi realizada na capela da Santa Casa.

## Obra

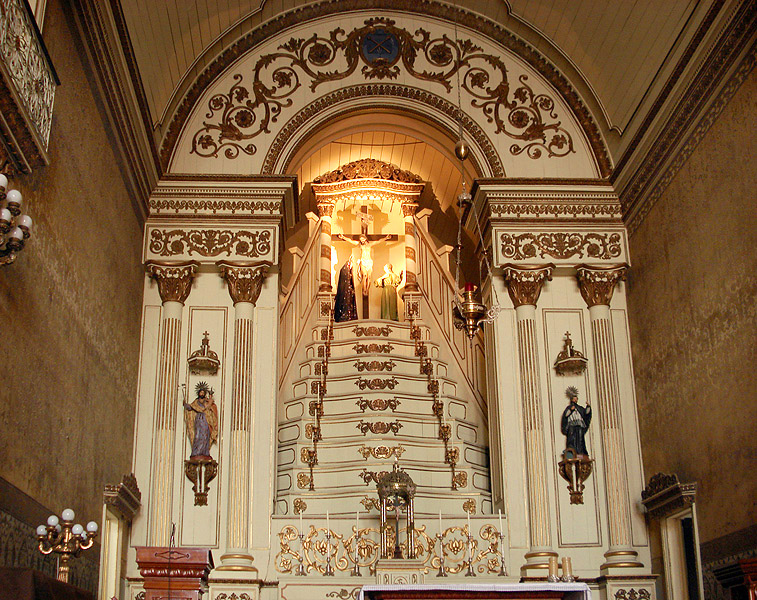
Altar-mor da Igreja das Dores

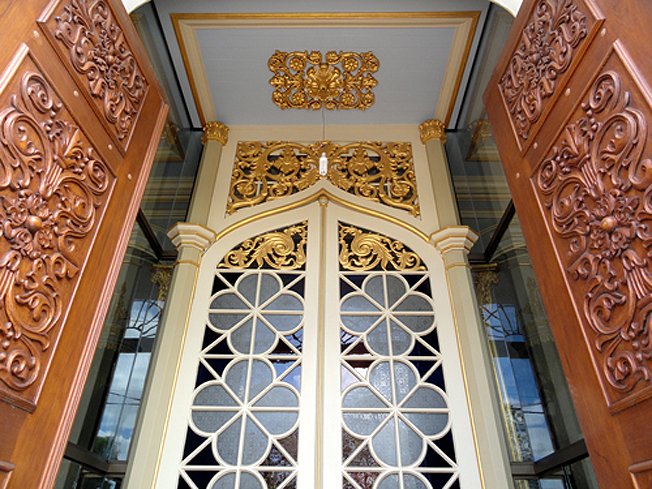
Entrada da Igreja da Conceição

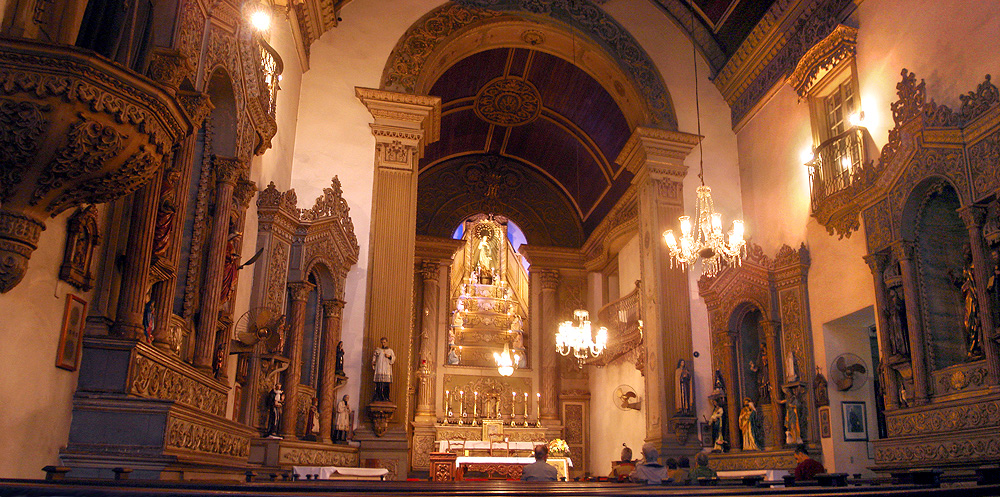
Interior da Igreja da Conceição

Na Igreja de Nossa Senhora das Dores deixou importante contribuição em diferentes empreitadas entre c. 1860 e 1871. Foi mestre de obras, instalou o telhado e o forro da nave, terminou a fachada (ainda sem revestimento), construiu e entalhou a mesa de celebração, os altares com seus dosséis, dez portas e dosséis para as tribunas, detalhes no teto, o guarda-respeito envidraçado (pára-vento) e dois púlpitos.
Para a Santa Casa, além da capela do cemitério, construiu o consistório da capela do edifício-sede, o guarda-respeito envidraçado, entalhou as portas, e fechou a capela-mor com uma balaustrada (1867-1868).
Para a Igreja da Conceição criou o plano geral da decoração interna e executou toda a talha, incluindo as portas da entrada e o guarda-respeito, foi mestre de obras de 1868 a 1872, construiu a mesa de celebração, os altares e oito portas (1873), instalou o coro, escadarias, ergueu as duas torres (1874), e em 1880 arrematou com um sócio a finalização das obras do edifício, que ainda carecia assoalhar o consistório e fazer suas divisórias, construir a escada de acesso à sala de sessões, fechar aberturas, fortificar as escadas internas das torres, rebocar todas as paredes por dentro e por fora, erguer paredes e colocar portas no porão, calçar o passeio na frente, aumentar a altura da porta principal, elevar o frontispício, caiar paredes, instalar os galos nas torres e revisar o telhado. Morreu antes de terminar a empreitada, que foi continuada pelo sócio.
Para a Beneficência Portuguesa executou o altar da capela e peças de talha para o teto do Salão Nobre (1870) e participou da construção da sede (1874). Construiu a sede da loja maçônica Zur Eintracht (1875-1876).
Também deixou sua marca em um grande número de casarões e palacetes com peças de carpintaria e talha, incluindo tetos guarnecidos de barras, filetes e florões, portais, revestimentos de madeira com almofadões e molduras, hoje em sua maioria desaparecidos.
O estilo da sua talha é compósito e trai a herança da tradição barroca prevalente no Brasil no período colonial, que no século XIX ainda tinha grande influência apesar de já ultrapassada na Europa, com um desenho exuberante com volutas entrelaçadas e contínuas baseadas principalmente em motivos fitomórficos, douraduras, medalhões, altares-mores com estrutura de escada, altares laterais com arcos concêntricos e colunas helicoidais (Dores), mas o motivo da concha e o fundo da talha pintado em cores claras são derivados do rococó. Também já demonstra a influência da arte neoclássica nas colunas retas de fuste canelado, na baixa altura do relevo, muito mais dependente do desenho do que do volume, na textura visual mais leve e rarefeita, na busca por padrões simétricos e racionais, na regularidade dos frisos, nos motivos da folha de acanto e da palmeta, e, nos altares na Conceição e na Beneficência, nas formas geometrizadas dos frontispícios e nos capitéis coríntios. Apesar dessa variedade de influências, Couto Silva conseguiu fundí-las em um estilo próprio de notável coerência.

## Legado

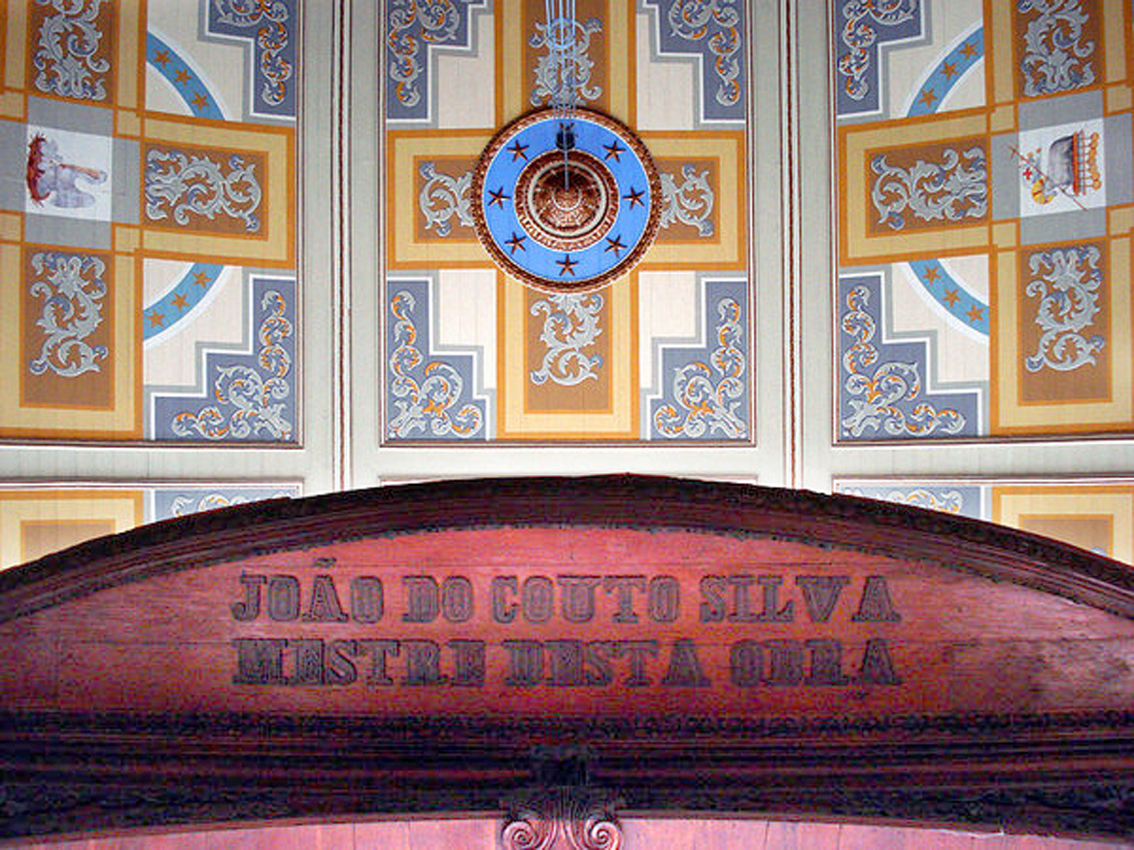
Inscrição do nome do artista em relevo por baixo do coro da Igreja das Dores

Couto Silva foi o mais importante entalhador ativo em Porto Alegre no século XIX, e teve um significativo reconhecimento social em seu tempo, mas a documentação sobre ele é pobre e sua vida e obra receberam escassa atenção crítica. Aquiles Porto Alegre o chamou de "esse homem ignorado que nasceu em Matosinhos e veio para aqui pôr em relevo o seu belo talento de artista". Athos Damasceno deu-lhe espaço no seu clássico Artes Plásticas no Rio Grande do Sul (1971) e significativamente colocou na capa da publicação a imagem de um florão entalhado por Couto Silva, mas somente com as pesquisas recentes de Sofia Inda sua figura ganhou maior visibilidade. Inda dedicou a ele sua monografia de graduação (2016), sua dissertação de mestrado (2018) e três artigos (2016, 2018, 2019), e em 2021 deu uma palestra no ciclo Tópicos em História da Arte no Rio Grande do Sul, promovido pela Secretaria de Estado da Cultura e o Museu de Arte do Rio Grande do Sul. A pesquisadora e professora da UFRGS Paula Ramos ressaltou a importância do trabalho de resgate do legado de Couto Silva por Sofia Inda.
Segundo Sofia Inda, 
"É possível afirmar que Couto e Silva trabalhou nas igrejas mais importantes da cidade. Além dos templos, não podemos deixar de citar a decoração para a Sociedade de Beneficência Portuguesa. O fato de sua talha estar presente nesses lugares atesta que Couto e Silva foi o principal decorador desses espaços e o entalhador mais frequentemente contratado na cidade, sendo, provavelmente, um dos poucos que dominava o ofício. Sua assinatura no coro das igrejas demonstra o orgulho quanto à obra realizada, além de demarcar uma nova condição de artista no ambiente local e, com ela, a concepção de autoria. [...] Possuir uma talha de João do Couto e Silva era motivo de privilégio e distinção por parte das irmandades, preocupadas com o aformosamento de seus templos e na disputa simbólica com as demais confrarias. [...]
"Consciente do valor e da relevância de seu trabalho, João do Couto e Silva preocupava-se com a permanência de seu nome, de sua memória. Tendo construído uma trajetória a partir da intimidade com a madeira, foi com ela que gravou seu nome, ao lado da indicação MESTRE DESTA OBRA. Ao fazê-lo, amalgamou sua personalidade aos próprios edifícios, tornando-se indissociável da história dessas igrejas e da própria cidade".
A Igreja da Conceição foi tombada pela Prefeitura e a das Dores pelo IPHAN. A capela da Santa Casa e a Beneficência Portuguesa foram incluídas pela Prefeitura no Inventário dos Bens Imóveis de Valor Histórico e Cultural e de Expressiva Tradição.

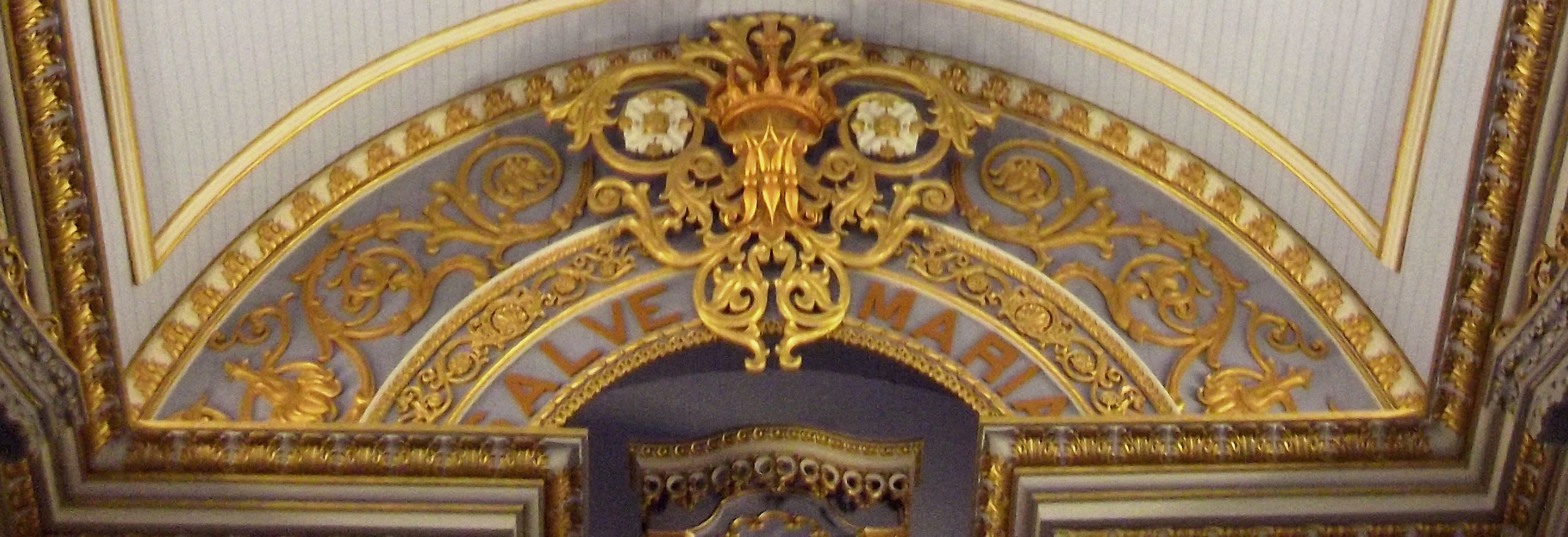
Talha no arco do cruzeiro da Igreja de Nossa Senhora da Conceição